# Maximiliano Meza
Pour les articles homonymes, voir Meza.
Maximiliano Eduardo Meza, né le 15 décembre 1992 à General Paz en Argentine, est un footballeur argentin qui évolue au poste
de milieu offensif à River Plate.

## Biographie

### Formation
Il a commencé dans le Club Camba Porá et avant de rejoindre la formation du Club de Gimnasia en 2010.

### Début professionnel
Il fait ses débuts avec l'équipe première le 26 janvier 2013 , victoire (2-0) contre Club Atlético Douglas Haig.
Son club obtient la montée en Primera Division Argentine lors de la saison 2012/2013 , pour sa première année au premier échelon argentin , Maximiliano Meza a disputé 32 rencontres toutes compétitions confondues et a marqué 11 buts , la saison suivante son club reste en Primera Division Argentine mais il n'a joué que six rencontres.
En 2015 il redevient titulaire dans son équipe, il joue 33 matches en championnat, la saison suivante 2016/2017 il est repéré par des clubs européens en Europe , mais il continue a joué en Argentine, en attendant une offre de transfert avec son club il dispute 10 rencontres.
De 2013 à 2016 il dispute 85 matchs et marque 12 buts en délivrant 12 passes décisives.
Après une centaine de rencontres avec le club qui lui a permis de passer joueur professionnel, il signe au CA Independiente.
En 2019, il signe au Mexique au CF Monterrey.
Avec ce club il est actuellement à 24 buts et 17 passes décisives toutes compétitions confondues.

### Parcours en sélection
Il connaît ses débuts avec l'équipe d'Argentine lors de la débâcle de la sélection face à l'Espagne (6-1), en match amical de préparation pour la coupe du monde. Il est perçu comme l'une des rares satisfactions de son équipe lors de ce match, et intègre ainsi le onze de départ de la Céleste contre l'Islande lors du premier match de l'Argentine en Russie, qui se solde par un match nul (1-1). Il jouera le dernier match de l'Argentine en coupe du monde 2018 (défaite 4-3 face à la France) en entrant à la 75e minute à la place de Cristian Pavón en huitième de finale.

### Palmarès
- Copa Sudamericana 2017
- Championnat du Mexique de football 2019
- Coupe du Mexique 2020
- Ligue des champions de la CONCACAF 2021